# Rogóźno (Zgierz)
Pour les articles homonymes, voir Rogóźno.
Rogóźno est une localité polonaise de la gmina et du powiat de Zgierz en voïvodie de Łódź.